# Dermot Hudson
Dermot Hudson (nacido el 20 de julio de 1961) es un activista político británico con estrechas relaciones con Corea del Norte. Es el presidente del Grupo Británico para el Estudio de la Idea Juche, presidente de la Asociación de Amistad Coreana del Reino Unido y presidente de la Asociación para el Estudio de la Política Songun.
Hudson recibió un doctorado en ciencias sociopolíticas de la Asociación de Ciencias Sociales de Corea con sede en Pyongyang en abril de 2016, en abril de 2016, tras presentar una tesis titulada In Defence of Songun. En 2021, Happenstance Films lanzó el cortometraje documental A Friend of Kim sobre Hudson. 

## Trabajos
- Dermot Hudson en defensa de Juche Korea! (2018)
- La victoria de Juche Corea es una ciencia (2018)
- En defensa de Songun (2017)
- 10a Visita a la tierra de Juche, Pueblos de Corea, octubre de 2015 (2017)
- Pueblos de Corea aplasta la contrarrevolución (2014)
- Viaja en la tierra de Juche Corea, 1992-2017. -Recuerdos personales de visitar la República Popular Democrática de Corea -Notas de viaje y un poco de material autobiográfico (2018)

- Datos: Q99196006
- Multimedia: Dermot Hudson / Q99196006